# Karl Gottfried Traugott Faber

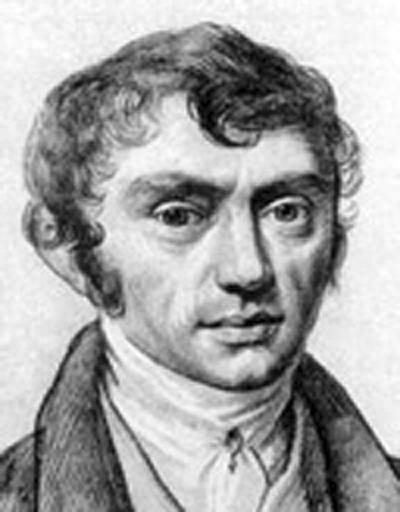
Karl Gottfried Traugott Faber, von Carl Christian Vogel von Vogelstein

Karl Gottfried Traugott Faber (* 10. November 1786 in Dresden; † 27. Juli 1863 ebenda) war ein deutscher Maler, Radierer und Lithograph.

## Leben
1801 war Traugott Faber Schüler an der Dresdner Kunstakademie, sein Lehrer war Carl Christian Fechhelm. Von 1804 bis 1814 arbeitete er im Atelier des Landschaftsmalers Johann Christian Klengel. Später gab er in Dresden Zeichenunterricht. 1820 wurde er Lehrer an der Dresdner Akademie. Unter seinen Schülern befand sich der Porträtmaler und Graphiker Ferdinand von Rayski.

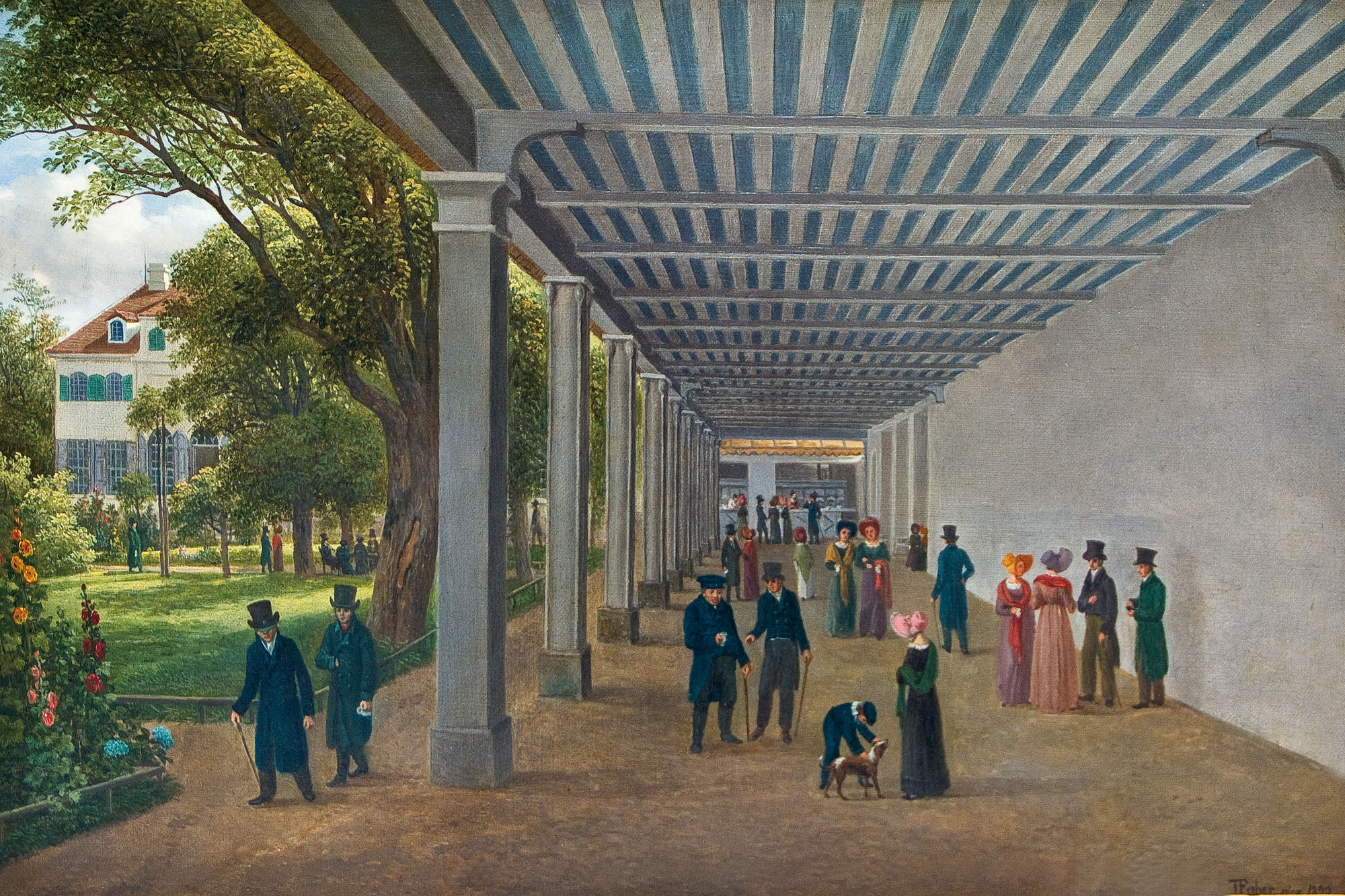
Dr. Struwes Trinkhalle in Teplitz-Schönau mit Kurgästen (1822)
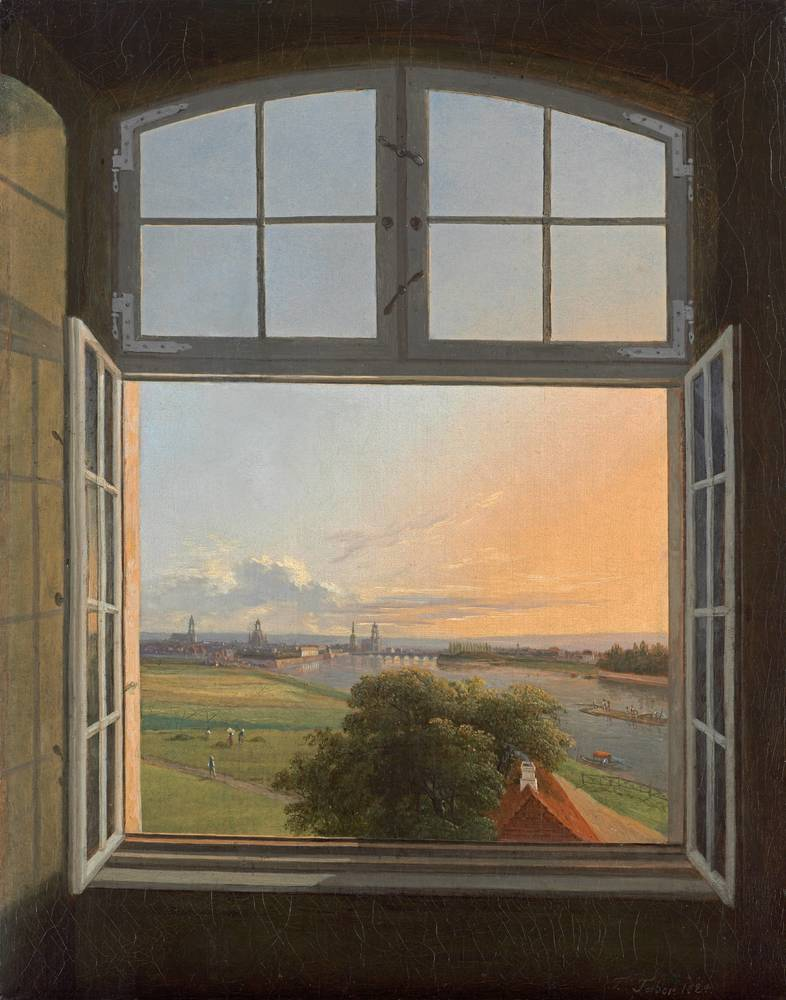
Blick auf Dresden (vom Schlösschen Antons,1824)
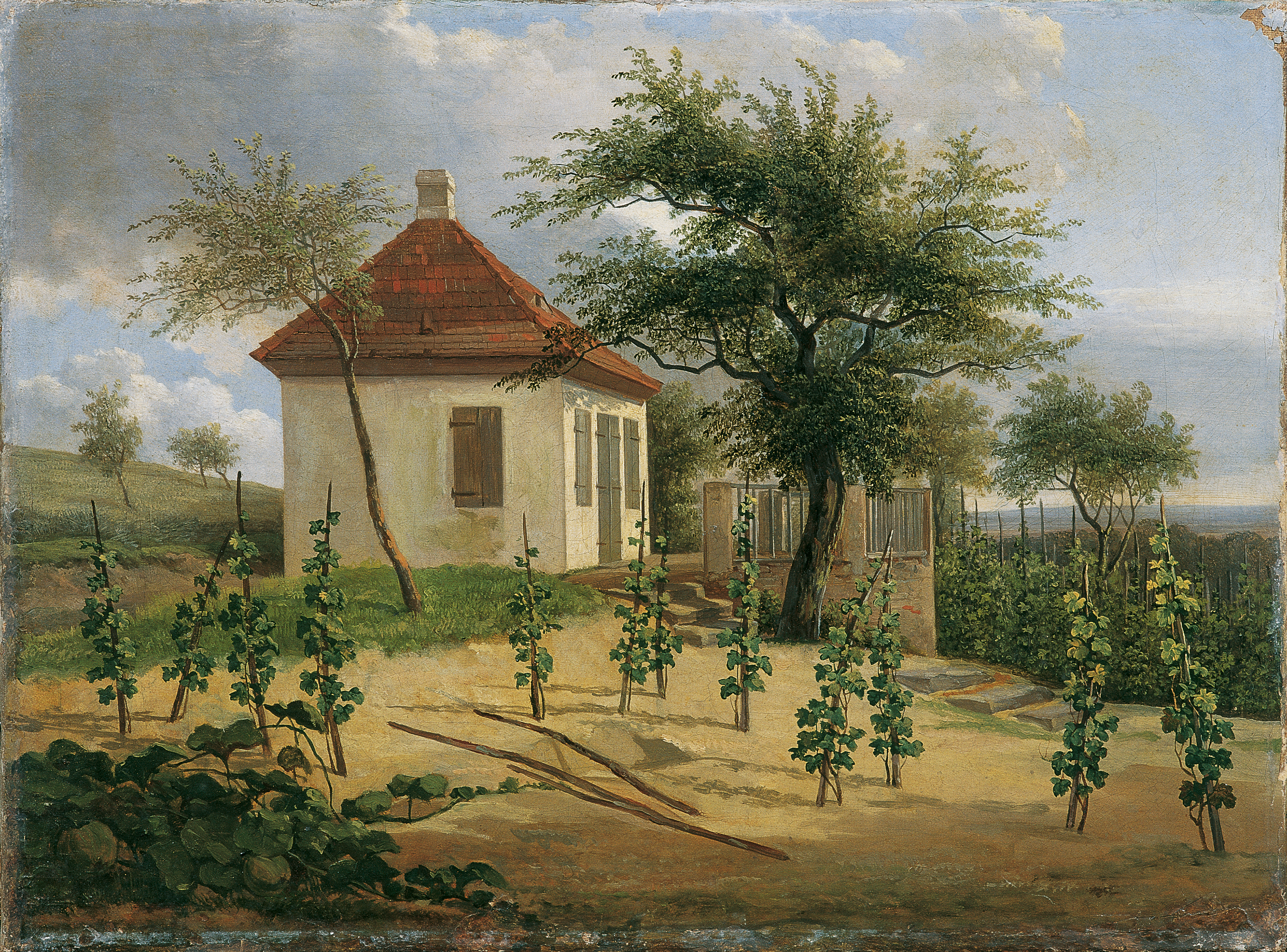
Pavillon auf Dr. Körners Weinberg bei Loschwitz (1824, bekannt als Schillerhäuschen)